# Advance Pricing Agreement
Advance Pricing Agreements (APAs) sind in einem Vorabverständigungsverfahren getroffene Vereinbarungen im Bereich der Verrechnungspreise zwischen einem oder mehreren Steuerpflichtigen und einer oder mehreren Steuerverwaltungen.
Die Steuervereinbarung legt vor der Verwirklichung von Geschäftsbeziehungen zwischen verbundenen Unternehmen verschiedener Staaten eine Methode zur Bestimmung von Verrechnungspreisen für bestimmte Geschäftsvorfälle für einen bestimmten Zeitraum fest.
Siehe hierzu auch Tz. 4.123 der OECD Transfer Pricing Guidelines for Multinational Enterprises and Tax Administrations vom 22. Juli 2010 sowie das BMF-Schreiben vom 5. Oktober 2006: Merkblatt für bilaterale oder multilaterale Vorabverständigungsverfahren auf der Grundlage der Doppelbesteuerungsabkommen zur Erteilung verbindlicher Vorabzusagen über Verrechnungspreise zwischen international verbundenen Unternehmen (sog. „Advance Pricing Agreements“ – APAs).
Die Kosten für die Beantragung regelte bis zum 8. Juni 2021 in Deutschland § 178a AO.
Wie aus den Luxemburg-Leaks bekannt wurde, stieg die Zahl der Vorab-Verrechnungspreiszusagen seit 2013 innerhalb von zwei Jahren in Luxemburg von 119 auf 519 an, in Belgien im gleichen Zeitraum von zehn auf 411.